# Gomesa majevskyi
Gomesa majevskyi är en orkidéart som först beskrevs av Antonio Luiz Vieira Toscano och Vitorino Paiva Castro, och fick sitt nu gällande namn av Mark W. Chase och Norris Hagan Williams. Gomesa majevskyi ingår i släktet Gomesa och familjen orkidéer. Inga underarter finns listade i Catalogue of Life.